# Praga Baby
Praga Baby byl malý osobní automobil, vyráběný v letech 1934–1937 firmou Auto-Praga, Českomoravská-Kolben-Daněk, akc.spol., v Praze-Libni. Jako první vůz značky Praga dostal páteřový rám a nezávislé zavěšení kol, pohon zajišťoval litrový čtyřválcový motor. Celkem bylo vyrobeno asi 4200 vozů v deseti sériích.

## Historie
Roku 1931, na počátku hospodářské krize v Československu, uvedla automobilka Tatra na trh svůj nový vůz Tatra 57. Jednoduchý a relativně levný automobil progresivní konstrukce se ukázal jako obchodně úspěšný. Na to zareagovala i mladoboleslavská automobilka ASAP s vozem Škoda 420 Popular podobné koncepce. Ten se představil na jaře 1933. Automobilka Praga v té době nabízela jako svůj nejmenší vůz typ Praga Piccolo s motory o objemu 1,0 a 1,45 l, který však byl větší, dražší a méně moderní. Proto vyvinula a v dubnu 1934 na pražském autosalonu představila automobil Praga Baby. Základem jeho konstrukce, podobně jako u jeho výše uvedených konkurentů, byl páteřový rám s nezávislým zavěšením kol. Vůz dostal čtyřválec z litrové Piccoly, kterou nahradil ve výrobním programu. Hlavním konstruktérem vozu byl ing. Rudolf Vykoukal. Roku 1934 bylo vyrobeno 1500 vozů ve čtyřech sériích. Od roku 1935 dostal vůz diferenciál a upravenou zadní nápravu, zvětšil se rozchod zadních kol i šířka karosérie.
Oproti svým hlavním konkurentům Škoda Popular a Tatra 57 byla Praga Baby dražší a méně obchodně úspěšná. Nezískala si také zcela důvěru konzervativní klientely značky. Její výroba skončila v roce 1937, kdy ji nahradila inovovaná Praga Piccolo P31. Celkem bylo vyrobeno 4203 vozů (podle jiných zdrojů jen asi tři tisíce), z toho asi 10 % bylo exportováno.

## Technické údaje

### Motor a převodovka
Vůz Praga Baby pohání řadový, vodou chlazený čtyřdobý zážehový čtyřválec s ventilovým rozvodem SV. Motor má zdvihový objem 996 cm³ (vrtání válců 60 mm, zdvih 88 mm) a dosahuje nejvyšší výkon 16 kW (22 k) při 3200 ot./min. Blok válců je litinový, kliková skříň je odlita z elektronu. Chladicí okruh je vybaven vodním čerpadlem. Přípravu palivové směsi zajišťuje karburátor Zenith 26T. Motor je opatřen dynamobateriovým zapalováním Bosch. Elektrická instalace pracuje s napětím 6 V.
Převodovka vozu je třístupňová se zpátečkou, spojená s motorem přes suchou jednokotoučovou spojku. Druhý a třetí stupeň je opatřen synchronizací.

### Podvozek a karosérie

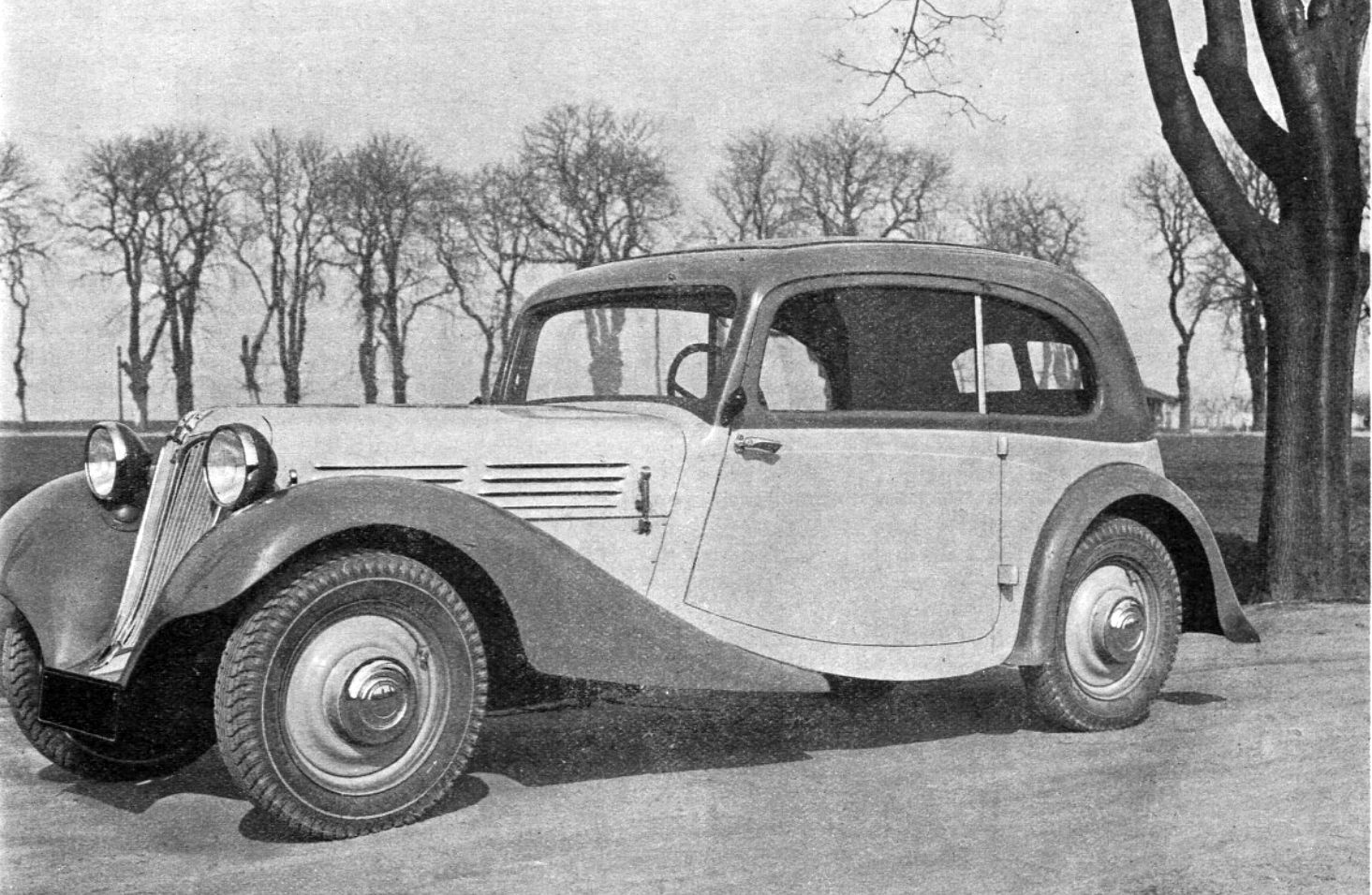
Praga Baby, fotografie v časopisu Auto z října 1934

Základem podvozku je páteřový rám obdélníkového průřezu, vpředu a vzadu rozvidlený. Vpředu je na rámu uložen motor, vzadu rozvodovka s diferenciálem (od 5. série). Přední nápravu tvoří spodní příčné listové péro a horní lichoběžníková příčná ramena. Doplňují ji pákové hydraulické tlumiče. Řízení předních kol je hřebenové. Zadní náprava má obdobnou konstrukci, kyvná ramena jsou však uchycena dole na rámu a příčné pero nahoře na skříni rozvodovky. Přenos točivého momentu na hnací zadní nápravu zajišťuje hřídel. Všechna kola jsou vybavena mechanickými bubnovými brzdami. Kola jsou ocelová disková a osazená pneumatikami rozměru 4,75 x 16, od 8. série pak 5,25 x 16.
Karosérii vozu tvoří dřevěná kostra potažená ocelovým plechem. Vyráběná osobní provedení zahrnovala čtyřsedadlovou dvoudveřovou uzavřenou karosérii (tudor), čtyřmístný kabriolet a dvojmístný roadster. Na podvozku Praga Baby vznikaly také užitkové varianty jako valník nebo dodávka s užitečnou hmotností 250 kg.

### Rozměry a výkony
Rozvor: 2540 mm

Rozchod kol: 1125 mm, od 5. série vzadu 1190 mm

Délka: 3680 mm

Šířka: 1350 mm, od 5. série 1420 mm (uzavřená karosérie)

Výška: 1450 mm

Hmotnost podvozku: 560 kg

Pohotovostní hmotnost: 790–850 kg (uzavřená karosérie)

Největší rychlost: 90 km/h

Spotřeba: 8–9 l/100 km